# Kochkovsky (huyện)
Huyện Kochkovsky (tiếng Nga: ? райо́н) là một huyện hành chính tự quản (raion), của Tỉnh Novosibirsk, Nga. Huyện có diện tích 2397 km², dân số thời điểm ngày 1 tháng 1 năm 2000 là 17200 người. Trung tâm của huyện đóng ở Kochki.